# Sint-Mattheüskerk (Vloerzegem)

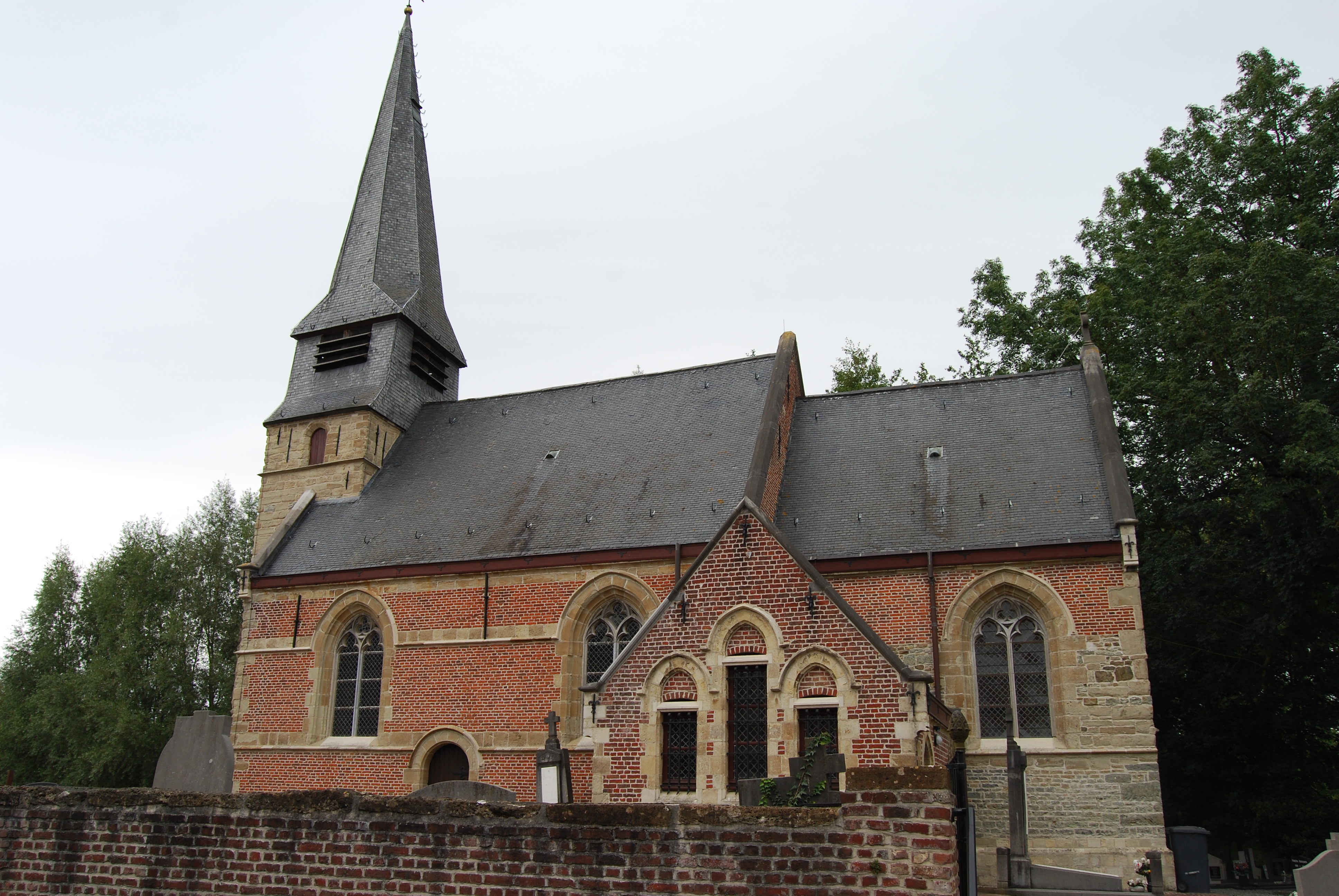
Sint-Mattheüskerk

De Sint-Mattheüskerk is de parochiekerk van de tot de Oost-Vlaamse gemeente Geraardsbergen behorende plaats Vloerzegem, gelegen aan de Vloerzegemstraat.
Het betreft een kerkje waarvan sommige delen mogelijk tot de 12e eeuw teruggaan. Het oudste deel is het koor.  De halfingebouwde westtoren heeft een 13e-eeuwse onderbouw en is opgetrokken in zandsteen. Het eenbeukig schip werd in de 15e eeuw gebouwd en twee noordelijke kapellen in de 17e eeuw.
In de kerk werd, naast baksteen, ook zandsteen, kalksteen en ijzerzandsteen toegepast. De toren heeft drie geledingen waarbij de derde geleding erg laag is. Daarboven is een met leien bedekte houten klokkentoren en ingesnoerde naaldspits.
De kerk wordt omringd door een kerkhof en er zijn grafstenen van de 17e, 18e en 19e eeuw.
De zuidelijke sacristie is neogotisch.